# Lądowisko Pszczyna
Lądowisko Pszczyna – śmigłowcowe lądowisko w Piasku, w gminie Pszczyna, w województwie śląskim, ok. 4 kilometry na północny wschód od Pszczyny. Lądowisko należy do firmy "Karol Kania i Synowie" Sp. z o.o.
Lądowisko figuruje w ewidencji lądowisk Urzędu Lotnictwa Cywilnego od 2011.